# Договор за Дядо Коледа 3: Избягалият Дядо Коледа
„Договор за Дядо Коледа 3: Избягалият Дядо Коледа“ (на английски: The Santa Clause 3: The Escape Clause) е американска комедия от 2002 година на режисьора Майкъл Лембек. Това е третият и последен филм от филмовата поредица „Договор за Дядо Коледа“, след „Договор за Дядо Коледа“ и „Договор за Дядо Коледа 2“.
Във филма участват Тим Алън, който се завръща в ролята си на Скот Калвин/Дядо Коледа и Мартин Шорт като Джак Фрост. Алън и Шорт предишно работеха заедно в комедията „Джунгла в джунгла“ на Дисни през 1997 г. Някои от поддържащите актьори от първите два филма повтарят ролите си, с изключение на Дейвид Кръмхолц, който изигра Бърнард Елфа. Това е последния филм на актьора Питър Бойл преди да почине от рак един месец, след изданието му.
Продукцията е завършена през февруари 2006 г. Филмът е пуснат по кината на 3 ноември 2006 г. в САЩ, който е последван от дата за пускане на 24 ноември  във Великобритания.

## Актьорски състав
| Актьор          | Роля                          |
| --------------- | ----------------------------- |
| Тим Алън        | Скот Калвин / Дядо Коледа     |
| Мартин Шорт     | Джак Фрост                    |
| Елизабет Мичъл  | Госпожа Коледа / Карол Калвин |
| Джъдж Рейнхолд  | Д-р Нийл Милър                |
| Уенди Крюсън    | Лора Милър                    |
| Лилиана Муми    | Луси Милър                    |
| Алън Аркин      | Бъд Нюман                     |
| Ан-Маргрет      | Силвия Нюман                  |
| Спенсър Бреслин | Елфът Къртис                  |
| Ерик Лойд       | Чарли Калвин                  |
| Айша Тайлър     | Майката на природата          |
| Питър Бойл      | Бащата на времето             |
| Майкъл Дорн     | Пясъчният човек               |
| Джей Томас      | Великденското зайче           |
| Кевин Полак     | Купидон                       |
| Арт Лафльор     | Феята на зъбките              |
| Абигейл Бреслин | Триш                          |

## В България
В България филмът е пуснат на DVD от 13 декември 2007 г. в Александра Видео.
През 2009 г. е излъчен по Нова телевизия с български дублаж за телевизията. Дублажът е на Арс Диджитал Студио.
| Озвучаващи артисти  | Ани Василева Христина Ибришимова Яница Митева Здравко Методиев Симеон Владов Христо Узунов |
| Преводач            | Мария Христова                                                                             |
| Тонрежисьор         | Венцислав Станков                                                                          |
| Режисьор на дублажа | Димитър Кръстев                                                                            |